# Amt Rastow

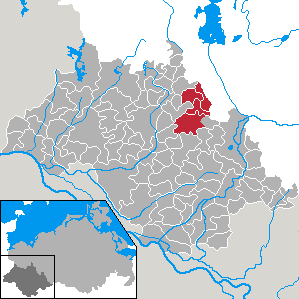
Amt Rastow im Landkreis Ludwigslust

Im Amt Rastow im ehemaligen Landkreis Ludwigslust in Mecklenburg-Vorpommern mit Sitz in der Gemeinde Rastow waren seit 1992 die vier Gemeinden Lübesse, Rastow, Sülstorf und Uelitz zur Erledigung ihrer Verwaltungsgeschäfte zusammengeschlossen. 
Am 1. Januar 2005 wurde das Amt Rastow aufgelöst und die Gemeinden in das Amt Ludwigslust-Land eingegliedert.